# Park Narodowy Campos del Tuyú
Park Narodowy Campos del Tuyú (hiszp. Parque nacional Campos del Tuyú) – park narodowy w Argentynie położony w partidos (jednostka podziału administracyjnego prowincji) General Lavalle we wschodniej części prowincji Buenos Aires. Został utworzony 4 czerwca 2009 roku i zajmuje obszar 30,4 km². Powstał na bazie istniejącego od 1979 roku rezerwatu przyrody Campos del Tuyú. W 1997 roku rezerwat został wpisany na listę konwencji ramsarskiej.

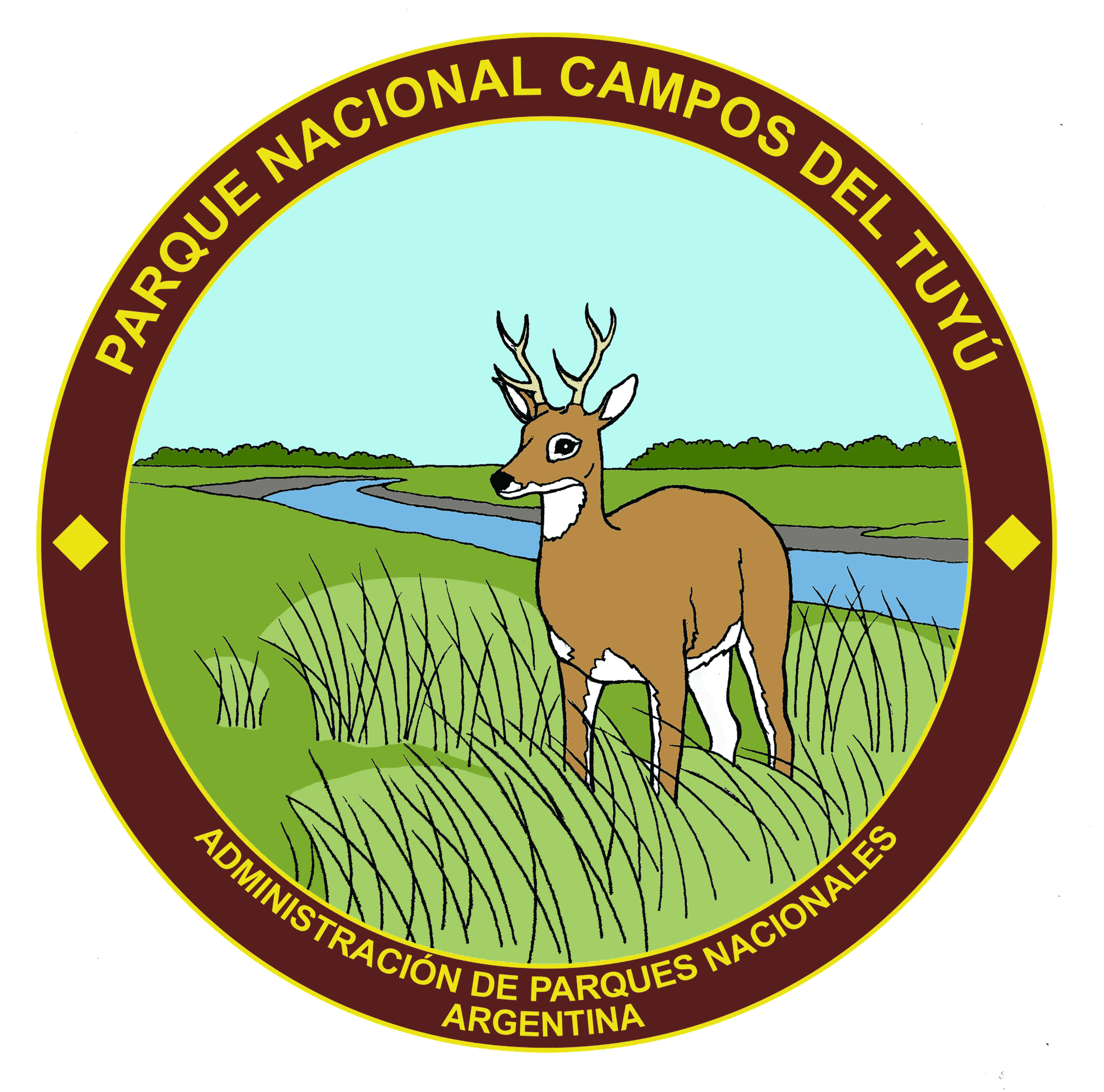
Godło parku z sarniakiem pampasowym

## Opis
Park znajduje się na południowym wybrzeżu zatoki Bahía de Samborombón i chroni jedną z ostatnich pozostałości pampy w tym regionie. Są tu w większości tereny podmokłe, bagna i jeziora. Klimat umiarkowany wilgotny. Średnia temperatura latem to +21 °C, a zimą +9 °C. Około 1000 mm opadów rocznie.

## Szata roślinna
Na terenie parku dominuje step głównie z roślinnością halofitową. Rośnie tu m.in.: Spartina densiflora, Stipa trichotoma, Briza subaristata, Stipa neesiana, Bothriochloa laguroides, Paspalum quadrifarium, Elymus scabrifolium, kortaderia pampasowa, Distichlis spicata, Apium sellowianum, Malvella leprosa, Sarcocornia ambigua, a także Sporobolus pyramidatus, Hordeum stenostachys, Puccinelia glaucescens, Pappophorum mucronulatum, Acicarpha procumbens, Heliotropium curassavicum i Limonium brasiliense. Wzdłuż wybrzeża rośnie głównie Spartina alterniflora.
W wyższych partiach parku, na glebach suchych, występuje m.in.: Celtis tala, Scutia buxifolia, Jodina rhombifolia, Cestrum parqui, męczennica błękitna.

## Fauna
Jednym z głównych celów utworzenia rezerwatu, a później parku narodowego była ochrona żyjącego tu zagrożonego wyginięciem sarniaka pampasowego. Oprócz niego żyją tu takie ssaki jak np.: wydrówka rudawa, skunksowiec andyjski, nibylis pampasowy, ocelot argentyński, pancernik pampasowy, uchatka patagońska, tonina mała.
Ptaki tu żyjące to m.in.: nandu szare, kusacz rdzawoskrzydły, kusacz kreskowany, flaming chilijski, łabędź czarnoszyi, koskoroba.
Gady i płazy występujące w parku to m.in.: żararaka urutu, Xenodon dorbignyi, Phylodrias patagoniensis, Clelia rustica, teju brazylijski, Rhinella arenarum, Rhinella granulosa.